# John Longstaff

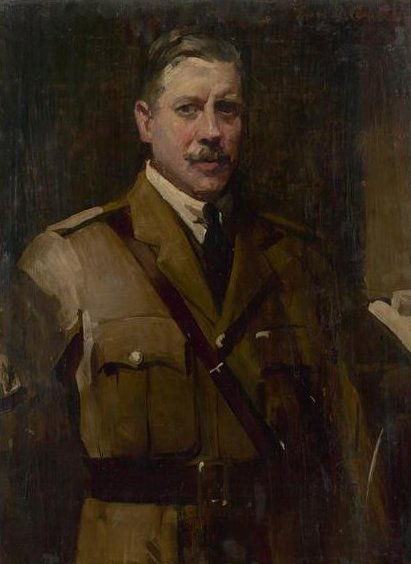
John Longstaff, Porträt erstellt 1918 von George James Coates, National Library of Australia

Sir John Campbell Longstaff (* 10. März 1861 in Clunes, Victoria; † 1. Oktober 1941 in Melbourne) war ein australischer Maler. Er erhielt fünfmal den Archibald Prize, die wichtigste Auszeichnung im Bereich der Porträt-Malerei in Australien, und war zudem als Kriegsmaler tätig.

## Leben
John Longstaff war der zweite Sohn von Ralph Longstaff und Janet Campbell. Er besuchte die National Gallery School in Melbourne und heiratete 1887 Rosa Louisa Crocker, mit der er später fünf Kinder bekam. Aufgrund seines im gleichen Jahr entstandenen Gemäldes Breaking the News erhielt er ein Reise-Stipendium der National Gallery of Victoria. Er reiste u. a. nach London und Paris, wo er im Salon de Paris einige seiner Werke ausstellte. 1894 kehrte Campbell in seine Heimat Australien zurück, von 1897 bis 1900 hatte er eine Galerie in dem Künstlergebäude Grosvenor Chambers. 1901 besuchte er nochmals London, um in der Royal Academy of Arts auszustellen. Während des Ersten Weltkrieges war er offizieller Kriegsmaler bei der australischen Infanterie, in dieser Zeit entstanden zahlreiche Porträts hoher Militärs. John Longstaff erhielt zahlreiche Auszeichnungen und Ehrungen, so war er u. a. Präsident der Victorian Artists Society und erhielt 1928 als erster australischer Künstler den Ritterschlag als Knight Bachelor. 1948 veröffentlichte Nina Murdoch unter dem Titel „Portrait in Youth“ eine Biographie von Sir John Longstaff.

## Werke von John Longstaff (Auswahl)

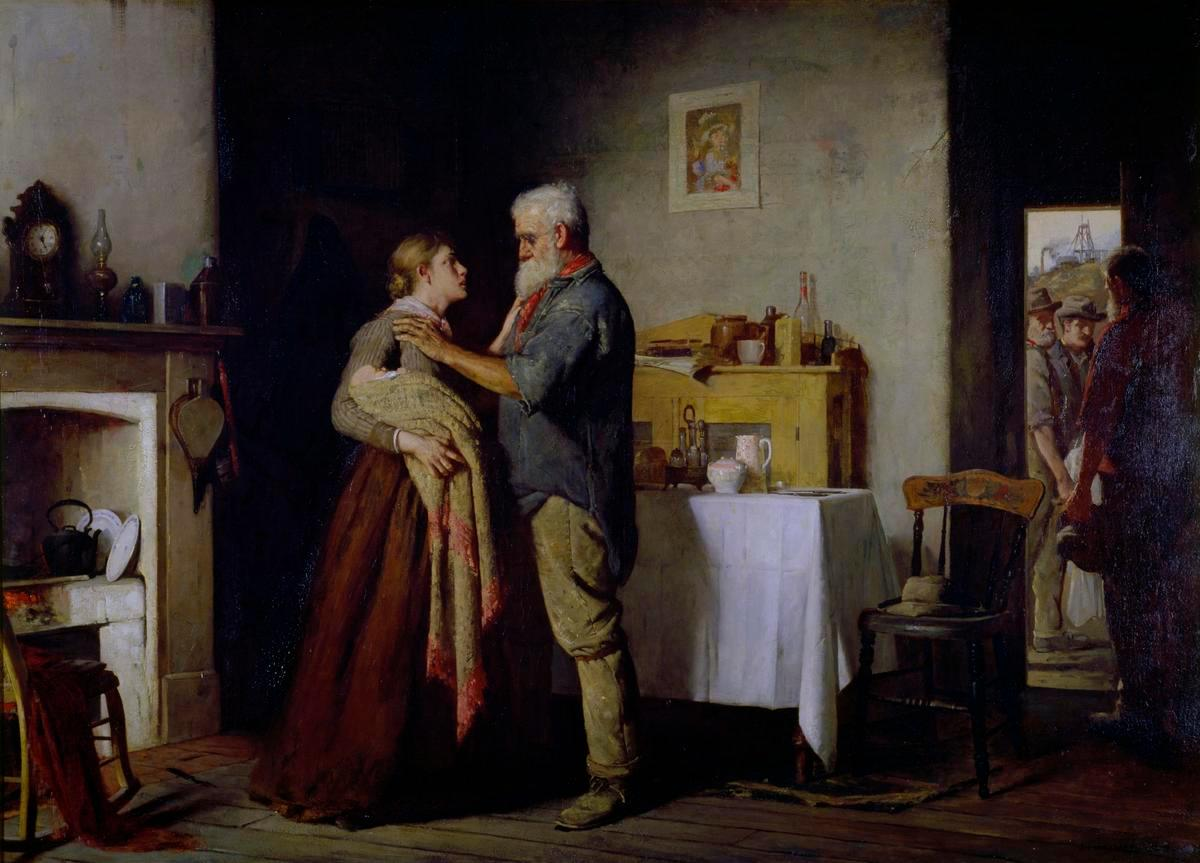
Breaking the News, 1887, für dieses Gemälde erhielt er das Stipendium der National Gallery of Victoria
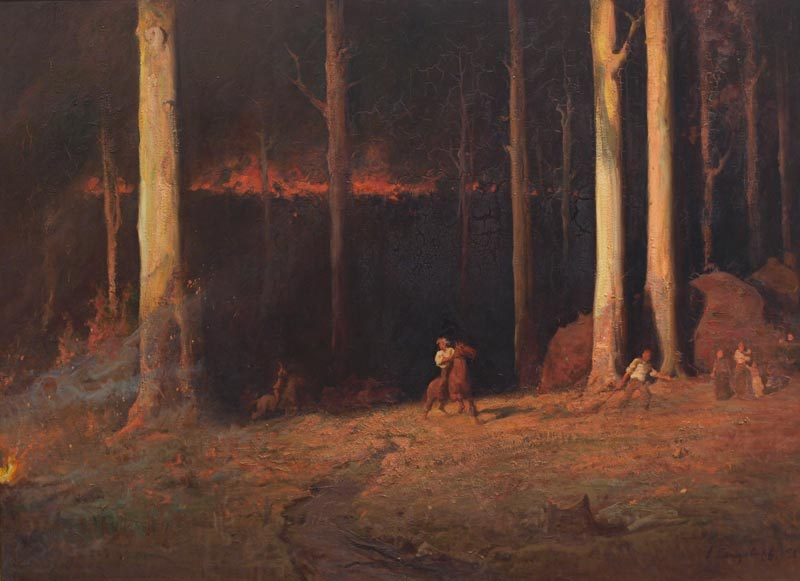
Gippsland, 1898, ausgestellt in der National Gallery of Victoria
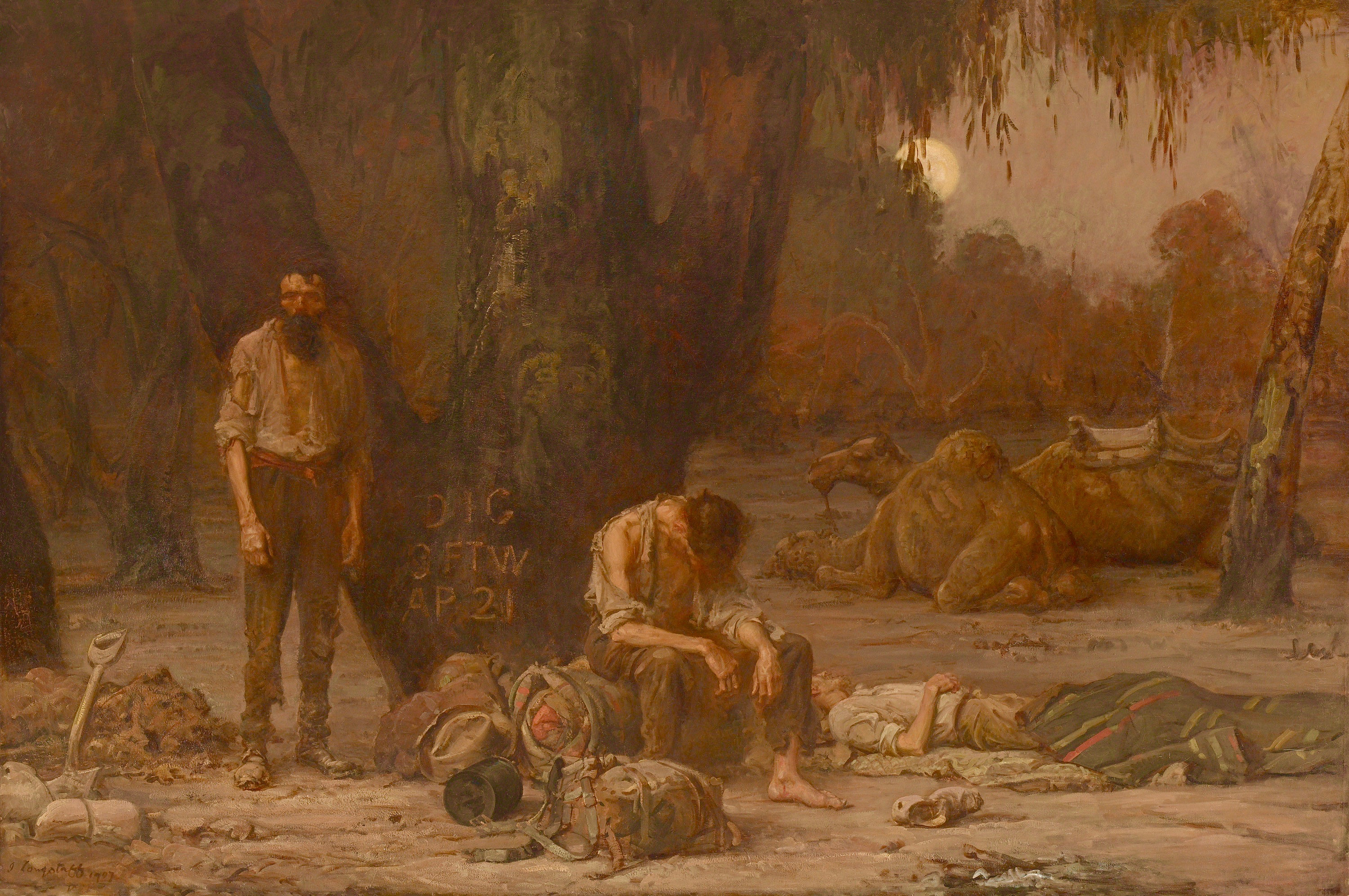
Arrival of Burke, Wills and King, Werk zur Expedition von Burke und Wills, 1907
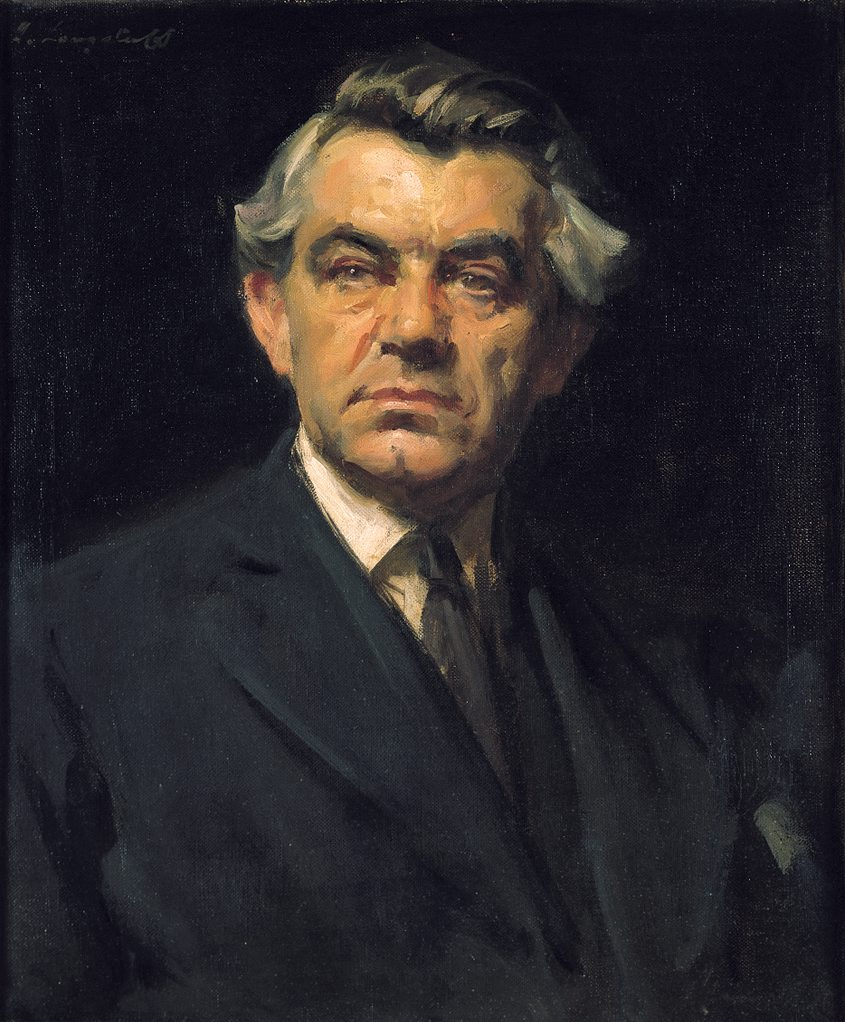
Porträt von Maurice Moscovitch, 1925
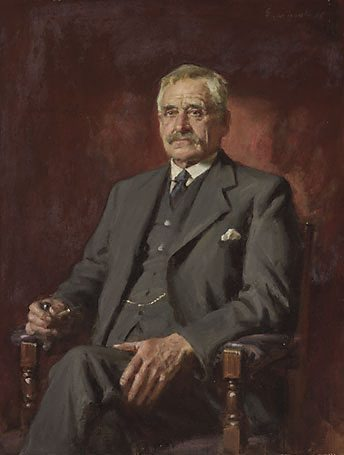
Porträt von Banjo Paterson, 1935